# Lumbrineris impatiens
Lumbrineris impatiens är en ringmaskart som beskrevs av Jean Louis René Antoine Édouard Claparède 1868. Lumbrineris impatiens ingår i släktet Lumbrineris och familjen Lumbrineridae. Inga underarter finns listade i Catalogue of Life.